# Norra Strandgatan

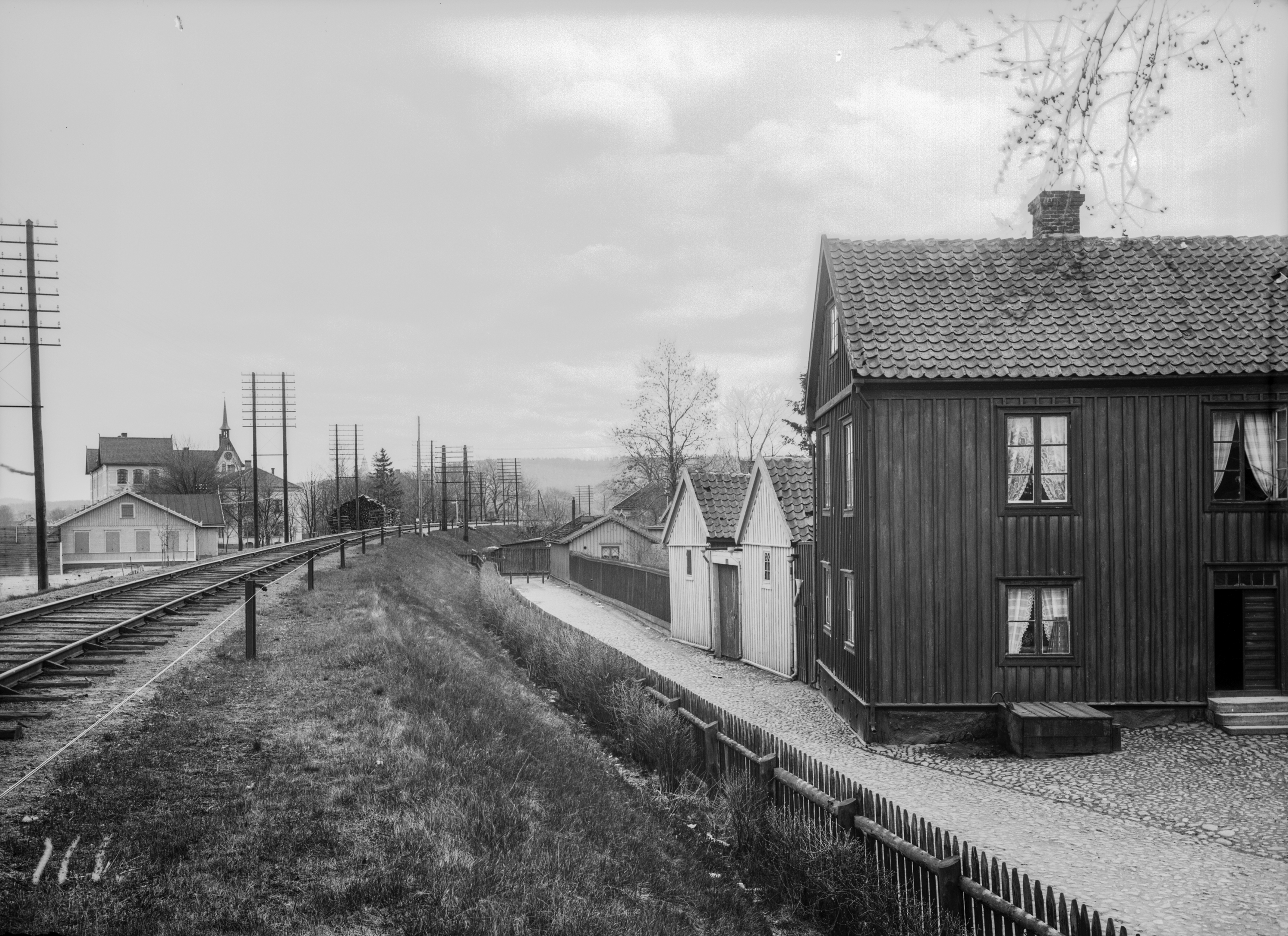
Korsningen mellan Norra Strandgatan och Båtmansbacken, 1908.

Norra Strandgatan är en gata på Öster i Jönköping, som sträcker sig från Hamnkanalen i väster till mötet med Östra Storgatan vid Undergången i öster. Vid den nya stadens grundande på området Sanden på Öster från 1613 fanns inga planer på en strandgata vid Vättern, utan tomterna på norra sidan av huvudgatan Storgatan sträckte sig till stranden. Gatan växte fram i takt med att Jönköpingsbanan byggdes nära Vätterstranden och på utfyllnadsmark på den flacka sandreveln. Den löper parallellt och nära utmed järnvägen Jönköpingsbanan, på landsidan.
I 1875 års stadsplan förlängdes Norra Strandgatan från Kristine kyrka till Båtmansgränden. Den ytterligare förlängningen till Undergången tillkom först under 1900-talet och möjliggjorde att genomfartstrafiken på landsvägen Helsingborg – Stockholm, Riksväg 1 kunde ledas via Norra Strandgatan. 

## Byggnader i urval[3]
- Alhambra 4, Norra Strandgatan 4 - bostadshus, ritat av August Atterström, 1918
- Alhambra 7, Norra Strandgatan 6 - tidigare Restaurang Munken, ritat av Oskar Öberg, 1928
- Abiako 8, Norra Strandgatan 14/Borgmästargränd 2 - bostadshus, ritat av Oskar Öberg, 1931
- Abborren 9, Norra Strandgatan 30/Apoteksgränd 2 - tidigare Jönköpings varmbadhus, ritat av August Atterström, 1908
- Bäret 2, Norra Strandgatan 40 - ursprungligen Jönköpings elementarskola för flickor, 1886
- Kristine kyrka, uppförd 1649-1673
- Blixten 7, Östra Storgatan 59/Ränterigränd 1 - gården till Gamla länsresidenset, 1830-talet
- Blixten 2, Norra Strandgatan 60 - tvåvånings timmerbyggnad, tidigare del av Stenbergska damastväveriet (nedlagt 1883), omkring 1800-talets mitt
- Blixten 6, Norra Strandgatan 62-66 - bostadshus, ritat av Fredrik Olaus Lindström, 1905
- Blixten 6, Norra Strandgatan 62 - Allmänna Brands före detta huvudkontor, ritat av August Atterström, 1915

## Bildgalleri

Östra Storgatan och Norra Strandgatan sedda västerut från Undergången på 1930-talet, efter det att Norra Strandgatan dragits fram till Undergången
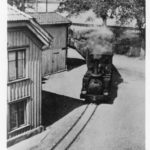
Tåg på Gripenbergsbanan i  Båtsmansgränden på väg att korsa Norra Strandgatan till omlastniongsstationen Jönköpings Strand